# Sang als llavis
Sang als llavis (títol original en anglès, Love Lies Bleeding) és una pel·lícula de thriller romàntic de comèdia negra de 2024 dirigida per Rose Glass a partir d'un guió que va escriure amb Weronika Tofilska i protagonitzada per Kristen Stewart, Katy O'Brian, Jena Malone, Anna Baryshnikov, Dave Franco i Ed Harris. És una coproducció internacional entre el Regne Unit i els Estats Units. Ambientada el 1989, la trama del film segueix la relació lèsbica entre la solitària gerent d'un gimnàs, que forma part d'una família criminal, i una ambiciosa culturista que es veu embolicada en el crim organitzat. S'ha subtitulat al català.
Es va projectar al Festival de Cinema de Sundance el 20 de gener de 2024. Es va estrenar als cinemes dels Estats Units a càrrec d'A24 el 8 de març del mateix any i al Regne Unit per Lionsgate UK el 3 de maig. La pel·lícula va rebre crítiques positives.